# Яндаков, Леонид Логинович
Леонид Логинович Яндаков (10 декабря 1933, Янситово, Моркинский район — 6 августа 2025) — советский российский и марийский писатель, прозаик, драматург и журналист. Член Союза писателей России с 2002 года. Лауреат Государственной премии Республики Марий Эл в области литературы (2005). Народный писатель Марий Эл (2008).

## Биография
Родился 10 декабря 1933 года в деревне Янситово Моркинского района Марийской автономной области в семье крестьянина.
С 1953 по 1958 год обучался в Марийском государственном педагогическом институте имени Н. К. Крупской. С 1958 по 1961 год работал учителем средне-образовательного учебного заведения и инспектором районного отдела народного образования Волжского и Моркинского районов. С 1961 по 1965 год — инструктор и заведующий сектором Марийского областного комитета комсомола. С 1965 по 1968 год — сотрудник редакции газет «Марийская правда» и «Марий коммуна». С 1968 по 1975 год — редактор и старший редактор Марийского комитета по телевидению и радиовещанию. С 1975 по 2000 год — собственный корреспондент газеты «Марий Эл».
Член Союза писателей России с 2002 года. С 1958 года из под пера Яндакова начали выходить первые литературные произведения, печатавшиеся в литературно-художественном журнале «Ончыко», в частности, рассказ Саркыша (1975). В последующем были написаны повести и романы, такие как «Чоткар» (2000), «Мамич Бердей» (2001) и «Онар» (2004), «Человек из космоса» (2007) и «Сар кыша» (2020). Помимо произведений прозы Яндаков является автором драматических произведений и пьес, таких как комедии «Праздник цветов» (1985), «Смеяться, так смеяться» (1987), драма «Кукушка» (1989), поставленная на сцене Чувашского драматического театра имени К. В. Иванова, музыкальная комедия «Переполох в Пусаксоле» (1994), «Царь Осот указка» (1995) и комедия «Любовь? Любовь! Любовь…» (2002), поставленные на сцене Марийского национального театра драмы имени М. Шкетана.
Писал на луговомарийском языке. Перевел на родной язык ряд религиозных книг, в том числе «Новый завет».
В 1994 году Л. Л. Яндакову было присвоено почётное звание Заслуженный журналист Марий Эл, в 2008 году — Народный писатель Республики Марий Эл (2008). В 2005 году за исторические романы «Чоткар» и «Мамич Бердей» Яндаков был удостоен Государственной премии Республики Марий Эл в области литературы имени С. Г. Чавайна.
Умер 6 августа 2025 года в возрасте 91 года после тяжёлой болезни.

### Основные произведения
- Саркыша: повесть / Ончыко. 1975. № 6. С. 21—32.
- Пеледыш пайрем: музыкальная комедия / / Ӱшаным ит йомдаре. 1987. С. 25-72.
- Пусаксолаште томаша: комедия / / Ончыко. 1995. № 6. С. 73-107.
- Тулык ава: драма / Ончыко. 1998. № 6. С. 32-66.
- Чоткар: роман / Ончыко. 2000. № 1, № 2 и № 2. С. 23—84; С.8—54; С. 29-86.
- Мамич Бердей: роман / Ончыко. 2001. № 4, № 5 и № 6. С. 13—71; С. 8—70; С. 5-54.
- Любовница: драма / / Ончыко. 2003. С. 127
- Кружится жизнь: рассказы / Ончыко. 2004. С. 148—154
- Соблазнить детей: Сказки / / Ончыко. 2005. С. 159—162
- Лео Ш: повесть/ / Ончыко. 2006. С. 150
- Человек из космоса: фантастический роман / Ончыко. 2006. С. 200
- Опкын: трагикомедия / / Ончыко. 2007. С. 101—134.
- Любовь? Любовь! Любовь…: комедия / Кызытсе марий пьесе. Йошкар-Ола, 2007. С. 267—326
- Онар: роман / Леонид Яндак. — Йошкар-Ола: Марий книга савыктыш, 2007 г. — 558 с. — ISBN 978-5-7590-0961-0
- Сар кыша: повесть / Леонид Яндаков. — Йошкар-Ола: Марий книга издательстве, 2020 г. — 182 с. — ISBN 978-5-7590-1252-8

### Театральные постановки
- Праздник цветов: комедия / Леонид Яндаков. — Йошкар-Ола: Нар. театр ДК ХХХ-летия Победы. 1985 г.
- Смеяться, так смеяться: комедия / Леонид Яндаков. — Йошкар-Ола: Нар. театр ДК ХХХ-летия Победы. 1987 г.
- Кукушка: драма. / Леонид Яндаков. — Йошкар-Ола :Марийский национальный театр драмы имени М. Шкетана.1989 г.
- Переполох в Пусаксоле : музыкальная комедия / Леонид Яндаков. — Йошкар-Ола :Марийский национальный театр драмы имени М. Шкетана. 1994 г.
- Царь Осот указка / Леонид Яндаков. — Йошкар-Ола:Марийский национальный театр драмы имени М. Шкетана. 1995 г.
- Любовь? Любовь! Любовь…: комедия / Леонид Яндаков. — Йошкар-Ола:Марийский национальный театр драмы имени М. Шкетана. 2002 г.[1]

## Награды
- Народный писатель Республики Марий Эл (2008)[4]
- Заслуженный журналист Марий Эл (1994)

### Премии
- Государственная премия Республики Марий Эл в области литературы имени С. Г. Чавайна (2005 — "За исторические романы «Чоткар», «Мамич Бердей»[5])
- Лауреат Литературной премии Программы родственных народов имени Кузебая Герда (2008 — За трилогию «Онар»[7])